# Larry Bird
Larry Joe Bird (West Baden Springs, Indiana, 7 de dezembro de 1956) é um ex-jogador, treinador e executivo de basquetebol da National Basketball Association (NBA) norte-americano.
Considerado um dos maiores jogadores e um dos maiores arremessadores da história, Bird ganhou três vezes o título da NBA, três vezes consecutivas o prêmio de MVP, duas vezes o prêmio de MVP das Finais, uma vez o prêmio de MVP do Jogo das Estrelas e uma medalha de ouro olímpica com o Dream Team dos Estados Unidos. Foi tricampeão consecutivo do Torneio de Bolas de Três Pontos, escolhido 12 vezes para o Jogo das Estrelas e 10 vezes para o Melhor Time da NBA. Ele é a única pessoa na história da NBA a receber os prêmios de Calouro do Ano, MVP, MVP das Finais, MVP do Jogo das Estrelas, Técnico do Ano e Executivo do Ano. Em 1996, foi escolhido um dos 50 maiores jogadores da história da NBA e, em 2021, foi escolhido um dos 75 maiores jogadores da história da NBA. Foi induzido ao Basketball Hall of Fame em 1998, pela sua carreira individual, e em 2010, como membro do Dream Team.
Disputou basquete universitário pela Indiana State University, onde foi eleito o melhor jogador universitário dos Estados Unidos em 1979. Na liga universitária, tornou-se amigo e rival do armador Earvin "Magic" Johnson. Os dois se enfrentaram na final da Primeira Divisão da NCAA em 1979 (vencida por Johnson) e viriam a se enfrentar em três finais de NBA durante os anos 80. Bird ingressou na NBA em 1979, após ser escolhido pelo Boston Celtics com a sexta escolha na primeira rodada do draft de 1978. Ele defendeu o Celtics durante toda a sua carreira como jogador.
Após se aposentar como jogador, Bird foi técnico do Indiana Pacers de 1997 a 2000. Foi eleito Técnico do Ano na temporada de 1997—98 e levou o Pacers às finais da NBA em 2000. Em 2003, foi nomeado Presidente de Operações do Pacers, cargo no qual permaneceu até 2012, quando foi eleito Executivo do Ano. Ele retornou ao cargo em 2013 até se aposentar em 2017.

## Carreira

### Basquete universitário
Bird nasceu em West Baden Springs e cresceu em French Lick, em Indiana, e iniciou a sua carreira no basquete ao fazer parte de seu time no colegial, sendo posteriormente selecionado pela Indiana University e por seu legendário técnico, o explosivo Bob Knight. Contudo, com um time repleto de estrelas e uma atmosfera não muito compatível com seu estilo de vida simples levaram Larry Bird a abandonar a equipe após um mês de treinos. Trabalhou por um tempo no departamento de limpeza urbana de sua cidade como coletor de lixo e gari, até ser convidado pelo técnico Bill Hodges a fazer parte da equipe da Indiana State University, arqui-rival da Indiana University anteriormente rejeitada por Bird.
Suas memoráveis performances pelos Sycamores da Indiana State University o alçaram ao posto de melhor jogador de basquete universitário de 1979, juntamente com outra estrela em destaque pela Michigan State University - Earvin "Magic" Johnson. Apropriadamente, Michigan State University e Indiana State University decidiram o Final Four (finais do basquete universitário norte-americano) em Salt Lake City, Utah, com Magic Johnson liderando seu time à vitória. Mal sabiam as duas estrelas do torneio que seus destinos ainda se cruzariam diversas vezes.

### Carreira profissional
Sendo Magic Johnson selecionado pelos Los Angeles Lakers, Larry Bird foi selecionado pelo Boston Celtics, reacendendo a mais antiga e ferina rivalidade da NBA. Bird incendiou a liga com seus arremessos perfeitos, seus passes maravilhosos e sua garra muito embora os críticos da época o considerassem um jogador dos anos 50, que não conseguia correr, saltar, era muito lento e não conseguiria jogar na NBA. Larry Bird, com sua forte personalidade e sua ética de trabalho, calou todos os críticos e se firmou como uma das estrelas da NBA nos anos 80, ao lado de Magic Johnson, Julius Erving, Kareem Abdul-Jabbar, George Gervin, Charles Barkley, Isiah Thomas e Michael Jordan.
Bird colecionou 3 títulos da NBA, sendo o primeiro em 1981 contra o Houston Rockets. Nesta série, Bird começou mal na parte ofensiva, sendo marcado implacavelmente por Robert Reid; decidiu então sacrificar seu poderio ofensivo em prol da equipe, com suas assistências, defesa e espírito coletivo - sempre suas características. Boston fechou a série contra um time pouco inspirado do Houston Rockets, liderado por Moses Malone e que se limitava a um forte jogo de meia quadra, sem quaisquer pretensões de elaborar um jogo de transição mais rápido e eficiente. O jogo decisivo fechou com um tiro de 3 pontos de Larry Bird e a comemoração nos vestiários mostrou um Larry Bird com um charuto do lendário treinador Red Auerbach, selando assim o início da "Era Bird" dos Boston Celtics.

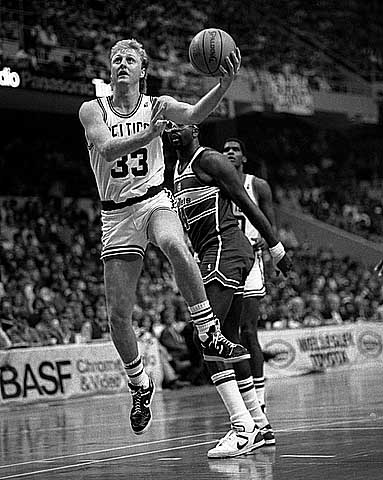
Larry Bird jogando pelos Celtics.

Os campeonatos de 1982 e 1983, vencidos por Los Angeles e Philadelphia, respectivamente, foram um perfeito exemplo de times do Celtics que no papel eram fortíssimos mas que nunca se mostraram uma equipe coesa. Larry Bird mencionou que "parecemos um bando de indivíduos jogando com o mesmo uniforme" e após a derrota acachapante nos playoffs para o Milwaukee Bucks em 1983, por 4 a 0, Bird jurou que nunca mais sentiria a vergonha de uma derrota como essa. O técnico Bill Fitch foi demitido, sendo K. C. Jones (campeão pelos Celtics como jogador nos anos 60) foi efetivado. Algumas trocas durante as férias e um forte trabalho de preparação apontavam o Boston Celtics como o grande favorito ao título de 1984.
Mas seus grandes rivais, o Los Angeles Lakers e seu líder, Magic Johnson, também tinham planos para ganhar o troféu novamente, perdido para os Sixers de Philadelphia de Dr. J em 1983. E o mundo do basquete se preparou para a temporada de 1984, considerada por muitos críticos como a mais equilibrada nos últimos 20 anos naquele tempo. Os índices de audiência alcançaram picos surpreendentes, os ginásios lotaram e a liga voltou a ter lucro. Muitos creditam esta ressurgência da NBA graças a Magic Johnson e Larry Bird.
Apropriadamente, Lakers e Celtics se encontraram nas finais de 1984. A série prometia, e nunca a cobertura da imprensa foi tão intensa. Quem é melhor: Bird ou Magic? Os Lakers abriram a série com uma vitória em Boston, aproveitando a lerdeza dos Celtics e uma péssima apresentação de Bird, talvez ansioso por derrotar Magic e vingar a derrota imposta por ele nas finais do universitário de 1979. No 2º jogo, Bird voltou a jogar bem, comandando sua equipe em um jogo equilibrado, que seria decidido apenas nos últimos segundos. Com 5 segundos restantes no relógio, Boston perdia por um ponto e se preparava para atacar, mas um erro devolveu a bola para Los Angeles na lateral. Byron Scott colocou a bola em jogo para James Worthy e este tentou um passe cruzado, que foi interceptado pelo veloz Gerald Henderson, que roubou a bola e com uma bandeja nos segundos finais, deu a vitória aos Celtics, empatando a série final em 1X1. Agora os jogos seriam em Los Angeles.
Boston sentiu o glamour e o brilho das estrelas de Hollywood presentes nas cadeiras, o ar-condicionado do Forum de Inglewood e assistiu a um verdadeiro show de Magic Johnson e o "showtime" dos Los Angeles Lakers, que pulverizaram os Celtics nos dois jogos seguintes com um forte, rápido e eficiente jogo de transição de contra ataques devastadores. Boston, que jogava um estilo mais cadenciado e físico no garrafão, sabia que algo precisava ser feito. A série estava em 3X1 para Los Angeles e muitos críticos já consideravam os Lakers campeões. Mas Larry Bird ainda não estava pronto para perder para Magic Johnson novamente, e após o jogo 4, declarou que seus companheiros de equipe "haviam jogado como um bando de mocinhas", "sem coração" e que "enquanto deixarmos Magic correr livremente, dar passes espetaculares e comemorar a noite toda, teremos encrenca."
Boston parece ter entendido o recado de seu líder e partiu para uma estratégia conhecida no meio esportivo - fazer o jogo à sua maneira e não deixar o adversário jogar. Los Angeles não correria mais, seus contra ataques seriam parados na defesa e o jogo físico de garrafão prevaleceria. O ponto crítico do jogo ocorreu quando Los Angeles partiu para um contra-ataque e Kevin MacHale cometeu falta violenta em Kurt Rambis, o levando ao chão com uma gravata. Los Angeles ainda manteve o jogo equilibrado e Magic Johnson ainda teve a chance da vitória que daria o título aos Lakers, mas Larry Bird mais uma vez marcou nos segundos finais com sua frieza e precisão, levando jogo para a prorrogação e liderando os Celtics para a vitória. Os Celtics ainda perdiam a série em 3X2, mas voltavam para Boston e seu templo sagrado do Basquetebol, o Boston Garden. E os jornais de LA tinham um novo apelido para Magic, que perdera os lances livres que dariam o título a LA: "Tragic Johnson".
Los Angeles sentiu o baque da derrota com o título tão próximo e não teve forças para segurar a onda verde que os atropelava - os jogadores de Boston. O barulho ensurdecedor, o calor de 40 graus em quadra e Larry Bird, "imarcável" no decisivo jogo 7 bateram os Lakers e trouxeram a bandeira do 15º campeonato para a catedral do Basquete. Larry Bird se consagrava como um dos maiores jogadores de todos os tempos e devolvia a derrota sofrida no universitário. Nos vestiários após a vitória, declarou aos microfones da CBS que aos seus olhos e nos olhos de muitos torcedores de Indiana, ele havia finalmente derrotado Magic.
A temporada de 1985 abriu como se esperava - LA e Boston nas finais novamente. E foi o que exatamente aconteceu, exceto por um detalhe interessante - surgia uma nova estrela no Chicago Bulls, um franzino jogador que saltava espetacularmente, com o nome de Michael Jordan e outro calouro dos Sixers que também se destacava pela sua força física e pelos rebotes - um certo Charles Barkley.
Mais uma vez, Boston e Los Angeles iniciavam as finais da NBA de 1985. Será que Magic sucumbiria novamente e os Lakers continuariam sem vencer os Celtics em Finais? Tudo indicava que sim, quando os Celtics acabaram com os Lakers no jogo 1 no Boston Garden por mais de 30 pontos de diferença, conhecido como o "Memorial Day Massacre". Los Angeles se recuperou e venceu o jogo 2 e Boston, voltando para Los Angeles e conseguindo vitórias nos jogos 3 e 4 e perdendo o jogo 5. Com a série retornando para Boston, se repetia o formato de 1984 - Boston perdendo por 3X2 e voltando para decidir os dois jogos finais em casa. Mas Los Angeles tinha outros planos e com um heróico jogo de Kareem Abdul Jabbar e Magic Johnson, derrotou Boston pela primeira vez na história no Boston Garden, garantindo o título da NBA. Bird, com contusões nas costas e cotovelo direito, não foi um fator nas séries, mas contribuiu de forma significativa com o time, muitas vezes jogando no sacrifício.
Em 1986, Larry Bird foi o melhor jogador da NBA e o Boston Celtics, o melhor time da liga. No jogo 6 das finais desse ano, Bird e os Celtics mostraram o porquê. Bird ajudou Boston a conquistar o 16º título da NBA, marcando um triple-double de 29 pontos, 11 rebotes e 12 assistências.
Em 1987 Bird voltaria às finais uma última vez, mas após duas séries difíceis contra os Milwaukee Bucks e o Detroit Pistons, o time dos Celtics estava cheio de lesões e não aguentou os Lakers. Na temporada seguinte os Pistons eliminariam os Celtics na final do Leste. Em meio à temporada 1988-89 Bird teve de se afastar para tirar Osteófitos de seus dois calcanhares, voltando apenas nos playoffs. Com problemas nas costas nos anos seguintes, jogou no sacrífício até anunciar sua aposentadoria em agosto de 1992. Antes, jogou no chamado "Dream Team" que ganhou a medalha de ouro nos Jogos Olímpicos de Verão de 1992.

### Após a aposentadoria
O Celtics manteve Bird no gabinete de 1992 a 1997. Em 1997, Bird aceitou ser técnico do Indiana Pacers, dizendo que ficaria apenas três anos. Mesmo sem experiência prévia, liderou o time a seu melhor desempenho até então, com 58 vitórias, e conduziu-os para as finais do Leste, onde duraram sete jogos contra o Chicago Bulls. Bird foi eleito técnico do ano - único jogador a conseguir tal título junto ao de MVP. Então deu dois títulos da Divisão Central ao time, que chegou até as finais de 2000.
Após deixar o cargo de técnico em 2000, voltou aos Pacers em 2003 como Presidente das Operações de Basquete. Em 2012 foi eleito Executivo do Ano.

## Estatisticas na NBA
| † | Campeão da NBA           |
|   | Líder da Liga            |
|   | MVP da Temporada Regular |

#### Temporada Regular
| Ano      | Equipe   | PJ  | PT  | MPJ  | AP   | 3P   | LL   | RT   | AS  | BR  | TO  | PPJ  |
| -------- | -------- | --- | --- | ---- | ---- | ---- | ---- | ---- | --- | --- | --- | ---- |
| 1979–80  | Boston   | 82  | 82  | 36.0 | .474 | .406 | .836 | 10.4 | 4.5 | 1.7 | 0.6 | 21.3 |
| 1980–81  | Boston † | 82  | 82  | 39.5 | .478 | .270 | .863 | 10.9 | 5.5 | 2.0 | 0.8 | 21.2 |
| 1981–82  | Boston   | 77  | 58  | 38.0 | .503 | .212 | .863 | 10.9 | 5.8 | 1.9 | 0.9 | 22.9 |
| 1982–83  | Boston   | 79  | 79  | 37.7 | .504 | .286 | .840 | 11.0 | 5.8 | 1.9 | 0.9 | 23.6 |
| 1983–84  | Boston † | 79  | 77  | 38.3 | .492 | .247 | .888 | 10.1 | 6.6 | 1.8 | 0.9 | 24.2 |
| 1984–85  | Boston   | 80  | 77  | 39.5 | .522 | .427 | .882 | 10.5 | 6.6 | 1.6 | 1.2 | 28.7 |
| 1985–86  | Boston † | 82  | 81  | 38.0 | .496 | .423 | .896 | 9.8  | 6.8 | 2.0 | 0.6 | 25.8 |
| 1986–87  | Boston   | 74  | 73  | 40.6 | .525 | .400 | .910 | 9.2  | 7.6 | 1.8 | 0.9 | 28.1 |
| 1987–88  | Boston   | 76  | 75  | 39.0 | .527 | .414 | .916 | 9.3  | 6.1 | 1.6 | 0.8 | 29.9 |
| 1988–89  | Boston   | 6   | 6   | 31.5 | .471 | -    | .947 | 6.2  | 4.8 | 1.0 | 0.8 | 19.3 |
| 1989–90  | Boston   | 75  | 75  | 39.3 | .473 | .333 | .930 | 9.5  | 7.5 | 1.4 | 0.8 | 24.3 |
| 1990–91  | Boston   | 60  | 60  | 38.0 | .454 | .389 | .891 | 8.5  | 7.2 | 1.8 | 1.0 | 19.4 |
| 1991–92  | Boston   | 45  | 45  | 36.9 | .466 | .406 | .926 | 9.6  | 6.8 | 0.9 | 0.7 | 20.2 |
| Carreira | Carreira | 897 | 870 | 38.4 | .496 | .376 | .886 | 10.0 | 6.3 | 1.7 | 0.8 | 24.3 |
| All-Star | All-Star | 10  | 9   | 28.7 | .423 | .231 | .844 | 7.9  | 4.1 | 2.3 | 0.3 | 13.4 |

#### Playoffs
|  | MVP de Finais |

| Ano      | Equipe   | PJ  | PT  | MPJ  | AP   | 3P   | LL   | RT   | AS  | BR  | TO  | PPJ  |
| -------- | -------- | --- | --- | ---- | ---- | ---- | ---- | ---- | --- | --- | --- | ---- |
| 1980     | Boston   | 9   | 9   | 41.3 | .469 | .267 | .880 | 11.2 | 4.7 | 1.6 | 0.9 | 21.3 |
| 1981     | Boston † | 17  | 17  | 44.1 | .470 | .375 | .894 | 14.0 | 6.1 | 2.3 | 1.0 | 21.9 |
| 1982     | Boston   | 12  | 12  | 40.8 | .427 | .167 | .822 | 12.5 | 5.6 | 1.9 | 1.4 | 17.8 |
| 1983     | Boston   | 6   | 6   | 40.0 | .422 | .250 | .828 | 12.5 | 6.8 | 2.2 | 0.5 | 20.5 |
| 1984     | Boston † | 23  | 23  | 41.8 | .524 | .412 | .879 | 11.0 | 5.9 | 2.3 | 1.2 | 27.5 |
| 1985     | Boston   | 20  | 20  | 40.8 | .461 | .280 | .890 | 9.1  | 5.8 | 1.7 | 1.0 | 26.0 |
| 1986     | Boston † | 18  | 18  | 42.8 | .517 | .411 | .927 | 9.3  | 8.2 | 2.1 | 0.6 | 25.9 |
| 1987     | Boston   | 23  | 23  | 44.1 | .476 | .341 | .912 | 10.0 | 7.2 | 1.2 | 0.8 | 27.0 |
| 1988     | Boston   | 17  | 17  | 44.9 | .450 | .375 | .894 | 8.8  | 6.8 | 2.1 | 0.8 | 24.5 |
| 1990     | Boston   | 5   | 5   | 41.4 | .444 | .263 | .906 | 9.2  | 8.8 | 1.0 | 1.0 | 24.4 |
| 1991     | Boston   | 10  | 10  | 39.6 | .408 | .143 | .863 | 7.2  | 6.5 | 1.3 | 0.3 | 17.1 |
| 1992     | Boston   | 4   | 2   | 26.8 | .500 | .000 | .750 | 4.5  | 5.3 | 0.3 | 0.5 | 11.3 |
| Carreira | Carreira | 164 | 162 | 42.0 | 47.2 | .321 | .890 | 10.3 | 6.5 | 1.8 | 0.9 | 23.8 |

### Estatísticas no basquete universitário
| Ano      | Equipe        | PJ | PT | MPJ  | AP   | 3P | LL   | RT   | AS  | BR | TO | PPJ  |
| -------- | ------------- | -- | -- | ---- | ---- | -- | ---- | ---- | --- | -- | -- | ---- |
| 1976–77  | Indiana State | 28 | —  | 36.9 | .544 | —  | .840 | 13.3 | 4.4 | —  | —  | 32.8 |
| 1977–78  | Indiana State | 32 | —  | —    | .524 | —  | .793 | 11.5 | 3.9 | —  | —  | 30.0 |
| 1978–79  | Indiana State | 34 | —  | —    | .532 | —  | .831 | 14.9 | 5.5 | —  | —  | 28.6 |
| Carreira | Carreira      | 94 | —  | —    | .533 | —  | .822 | 13.3 | 4.6 | —  | —  | 30.3 |

### Como Treinador
| Time     | Ano       | J   | V   | D  | %    | Colocação        | PJ | PV | PD | %    | Resultado                         |
| -------- | --------- | --- | --- | -- | ---- | ---------------- | -- | -- | -- | ---- | --------------------------------- |
| Indiana  | 1997-98   | 82  | 58  | 24 | .707 | 2º na D. Central | 16 | 10 | 6  | .625 | Derrota nas finais de conferência |
| Indiana  | 1998-99   | 50  | 33  | 17 | .660 | 1º na D. Central | 13 | 9  | 4  | .692 | Derrota nas finais de conferência |
| Indiana  | 1999-2000 | 82  | 56  | 26 | .683 | 1º na D. Central | 23 | 13 | 10 | .565 | Derrota nas Finais da NBA         |
| Carreira | Carreira  | 214 | 147 | 67 | .687 |                  | 52 | 32 | 20 | .615 |                                   |

## Prêmios e Homenagens
Como Jogador
- NBA:
  - 3x Campeão da NBA: 1981, 1984, 1986;
  - 3x NBA Most Valuable Player (MVP): 1984, 1985, 1986;
  - 2x NBA Finals Most Valuable Player (MVP das Finais): 1984, 1986;
  - NBA Rookie of the Year: 1980;
  - NBA 50-40-90 Club: 1987, 1988;
  - NBA All-Star Game MVP: 1982;
  - 12x NBA All-Star: 1980, 1981, 1982, 1983, 1984, 1985, 1986, 1987, 1988, 1990, 1991, 1992;
  - 10x All-NBA Team:
    - primeiro time: 1980, 1981, 1982, 1983, 1984, 1985, 1986, 1987, 1988;
    - segundo time: 1990;

  - 3x NBA All-Defensive Team:
    - terceiro time: 1982, 1983, 1984;

  - NBA All-Rookie Team:
    - primeiro Time: 1980;

  - 4x líder em porcentagem de lances livres na temporada: 1984, 1986, 1987, 1990;
  - 2x NBA Three-Point Contest Champion: 1986, 1987, 1988;
  - Um dos 50 grandes jogadores da história da NBA;
  - Um dos 75 maiores jogadores da história da NBA;
  - Número 33 aposentado pelo Boston Celtics;
- Seleção dos Estados Unidos:
  - Jogos Olímpicos:
    -  Medalha de Ouro: 1992

  - FIBA Americas Championship:
    -  Medalha de Ouro: 1992

  - Universíada:
    -  Medalha de Ouro: 1977
- Associated Press Atleta do Ano: 1986

Como Treinador/Executivo
- - NBA Coach of the Year: 1998;
  - Treinador do NBA All-Star Game: 1998;
  - NBA Executive of the Year Award: 2012;

College (NCAA)
- - Naismith College Player of the Year: 1979
  - 2x All-American Team:
    - primeiro time: 1978, 1979;
    - terceiro time: 1977

  - Número 33 aposentado pelo Indiana State Sycamores

### Recordes em Jogos
Recordes em jogos de Temporada Regular e Playoffs de Larry Bird
| Tipo de estatística           | Temporada Regular | Temporada Regular                                      | Temporada Regular                                                 | Playoffs    | Playoffs                           | Playoffs                               |
| Tipo de estatística           | Recorde           | Adversário                                             | Data                                                              | Recorde     | Adversário                         | Data                                   |
| ----------------------------- | ----------------- | ------------------------------------------------------ | ----------------------------------------------------------------- | ----------- | ---------------------------------- | -------------------------------------- |
| Pontos em um jogo             | 60                | Atlanta Hawks                                          | 12 de março de 1985                                               | 43          | Detroit Pistons                    | 8 de maio de 1985                      |
| Cestas convertidas em um jogo | 22                | Atlanta Hawks New York Knicks                          | 12 de março de 1985 12 de abril de 1987                           | 17          | Detroit Pistons                    | 8 de maio de 1985                      |
| Cestas tentadas em um jogo    | 36                | Atlanta Hawks Chicago Bulls                            | 12 de março de 1985 31 de março de 1991                           | 33          | Detroit Pistons                    | 8 de maio de 1985                      |
| Lances livres convertidos     | 16                | Milwaukee Bucks                                        | 12 de abril de 1985                                               | 14          | Milwaukee Bucks Detroit Pistons    | 17 de maio de 1984 30 de abril de 1985 |
| Lances livres tentados        | 17                | Milwaukee Bucks Atlanta Hawks                          | 12 de abril de 1985 11 de dezembro de 1991                        | 15          | 5 vezes                            |                                        |
| Cestas de três convertidas    | 7                 | Indiana Pacers Dallas Mavericks                        | 4 de março de 1981 3 de abril de 1988                             | 5           | Milwaukee Bucks                    | 18 de maio de 1986                     |
| Cestas de três tentadas       | 10                | Dallas Mavericks Philadelphia 76ers Indiana Pacers     | 3 de abril de 1988 19 de dezembro de 1990 4 de março de 1991      | 15          | Milwaukee Bucks                    | 18 de maio de 1986 15 de maio de 1986  |
| Rebotes ofensivos             | 8                 | Detroit Pistons Milwaukee Bucks                        | 5 de fevereiro de 1984 8 de abril de 1986                         | 9           | Los Angeles Lakers                 | 6 de junho de 1984                     |
| Rebotes defensivos            | 18                | Indiana Pacers                                         | 20 de novembro de 1991                                            | 15          | Los Angeles Lakers New York Knicks | 8 de junho de 1984 26 de abril de 1990 |
| Rebotes totais                | 21                | 4 Vezes                                                |                                                                   | 21          | 4 vezes                            |                                        |
| Assistências                  | 17                | Golden State Warriors                                  | 16 de fevereiro de 1984                                           | 16          | New York Knicks                    | 28 de abril de 1990                    |
| Roubos                        | 9                 | Utah Jazz                                              | 18 de fevereiro de 1985                                           | 6           | Milwaukee Bucks                    | 1 de maio de 1983                      |
| Tocos                         | 5                 | Los Angeles Clippers Detroit Pistons Charlotte Hornets | 27 de dezembro de 1986 30 de março de 1990 14 de novembro de 1990 | 4           | Washington Bullets                 | 21 de abril de 1984                    |
| Minutos jogados               | 54:00 (2OT)       | Portland Trail Blazers                                 | 15 de março de 1992                                               | 56:00 (2OT) | Chicago Bulls Milwaukee Bucks      | 20 de abril de 1986 10 de maio de 1987 |